# Рутени (келтско племе)
Рутени (лат. Ruteni, односно Rutheni или Rhuteni) су древно келтско, односно галско племе, које је током античког периода живело на подручју данашњег француског департмана Аверон, у широј области око града Родеза (бивши Сегодунум, лат. Segodunum). Помињу се у делима разних античких аутора, међу којима су: Гај Јулије Цезар, Страбон, Плиније Старији и Клаудије Птолемеј. Током галско-римских ратова у 2. и 1. веку старе ере, постепено су потпали под римску власт, а њихово племенско подручје је укључено у састав римске Галије.